# Петрорагия
Петрорагия (лат. Petrorhagia) — род травянистых растений семейства Гвоздичные (Caryophyllaceae), распространённый в Средиземноморье и на прилегающих территориях.

## Ботаническое описание
Однолетние, двулетние или многолетние травянистые растения, до 50 см высотой; голые или более или менее опушенные простыми волосками, иногда с примесью железистых волосков. Стебли многочисленные, прямостоячие или восходящие, простые или ветвистые. Листья супротивные, прилистники отсутствуют, стеблевые — линейно-шиловидные или линейные; прикорневые — продолговато-лопатчатые, собранные в розетку, рано отмирающие или отсутствуют.
Цветки мелкие, обоеполые, актиноморфные, одиночные на верхушках стеблей и их ветвей или собраны в редкое сжатое дихазиально-метельчатое или плотное головчатое дихазиальное или монохазиальное соцветие. Чашечка трубчатая, трубчато-колокольчатая или колокольчатая, плёнчатая, пятизубчатая. Лепестков 5, от розовых до пурпурных, реже белые, с удлинёнными ноготками, более или менее постепенно переходящими в целый, зубчатый или выемчатой отгиб. Тычинок 10. Завязь образована 2 сросшимися плодолистиками и несёт на верхушке 2 стилодия. Коробочка эллипсоидальная, продолговато-эллипсоидальная или продолговато-яйцевидная, открывается 4 зубцами. Семена плоские с утолщённым краем, яйцевидные, тёмно-коричневые, морщинистые или мелкобугорчатые.

## Таксономия
Petrorhagia (Ser. ex DC.) Link, Handbuch [Link] 2: 235 (1831).
Название образовано от др.-греч. πέτρα, petra — камень и ῥαγάς, rhagas — трещина при переводе с лат. saxifraga (камнеломка) и указывает на распространённость произрастания видов рода в скальных трещинах.

### Синонимы
- Dianthella Clauson ex Pomel (1860)
- Fiedleria Rchb. (1841)
- Gypsophila sect. Petrorhagia Ser. ex DC. (1824)basionym
- Imperatia Moench (1794), nom. illeg. [non Imperata Cirillo (1792)]
- Kohlrauschia Kunth (1838) — Кольраушия
- Tunica Haller ex Scop. (1771), nom. illeg. — Туника

### Виды
Род включает 34 вида:
- Petrorhagia alpina (Hablitz) P.W.Ball & Heywood — Петрорагия альпийская
- Petrorhagia arabica (Boiss.) P.W.Ball & Heywood
- Petrorhagia armerioides (Ser.) P.W.Ball & Heywood
- Petrorhagia candica P.W.Ball & Heywood
- Petrorhagia cretica (L.) P.W.Ball & Heywood — Петрорагия критская
- Petrorhagia cyrenaica (E.A.Durand & Barratte) P.W.Ball & Heywood
- Petrorhagia dianthoides (Sm.) P.W.Ball & Heywood
- Petrorhagia dubia (Raf.) G.López & Romo
- Petrorhagia elymaitica (Mozaff.) Falat., Assadi & F.Ghahrem.
- Petrorhagia fasciculata (Margot & Reut.) P.W.Ball & Heywood
- Petrorhagia glumacea (Bory & Chaub.) P.W.Ball & Heywood
- Petrorhagia graminea (Sm.) P.W.Ball & Heywood
- Petrorhagia grandiflora Iatroú
- Petrorhagia hispidula (Boiss. & Heldr.) P.W.Ball & Heywood
- Petrorhagia illyrica (Ard.) P.W.Ball & Heywood
- Petrorhagia kennedyae (A.K.Jacks. & Turrill) P.W.Ball & Heywood
- Petrorhagia laconica Trigas, Kalpoutz. & Kougioum.
- Petrorhagia lycica (P.H.Davis) P.W.Ball & Heywood
- Petrorhagia macra (Boiss. & Hausskn.) P.W.Ball & Heywood
- Petrorhagia nanteuilii (Burnat) P.W.Ball & Heywood
- Petrorhagia obcordata (Margot & Reut.) Greuter & Burdet
- Petrorhagia ochroleuca (Sm.) P.W.Ball & Heywood
- Petrorhagia pamphylica (Boiss. & Balansa) P.W.Ball & Heywood
- Petrorhagia peroninii (Boiss.) P.W.Ball & Heywood
- Petrorhagia phthiotica (Boiss. & Heldr.) P.W.Ball & Heywood
- Petrorhagia prolifera (L.) P.W.Ball & Heywood — Петрорагия побегоносная
- Petrorhagia rhiphaea (Pau & Font Quer) P.W.Ball & Heywood
- Petrorhagia rupestris Brullo & Furnari
- Petrorhagia sarbaghiae S.A.Ahmad
- Petrorhagia saxifraga (L.) Link — Петрорагия камнеломка, или Петрорагия камнеломковая
- Petrorhagia syriaca (Boiss.) Mouterde & Greuter
- Petrorhagia thessala (Boiss.) P.W.Ball & Heywood
- Petrorhagia wheeler-hainesii Rech.f.
- Petrorhagia zoharyana Liston

## В астрономии
В честь петрорагии (туники) назван астероид (1070) Туника, открытый в 1926 году немецким астрономом Карлом Райнмутом в Гейдельбергской обсерватории.